# Mail Delivery Agent
Un agente de la entrega de mensajes (MDA por sus siglas en inglés), o el agente de entrega de correo, es un componente de software que se encarga de la entrega de mensajes de correo electrónico a un destinatario local. También se le llama agente de entrega local (LDA).
Dentro de la arquitectura de correo de Internet, la entrega local de mensajes se logra mediante un proceso de manejo de mensajes del agente de transferencia de mensajes y almacenamiento de correo en el entorno del destinatario (generalmente un buzón de correo).

## Implementación
Muchos productos de software de gestión de correo agrupan varios agentes de entrega de mensajes con el componente de agente de transferencia de mensajes, lo que permite personalizar el sitio de las características específicas de la entrega de correo a un usuario.

### Unix
En sistemas tipo Unix, procmail y maildrop son los MDA más populares. El Protocolo de transferencia de correo local (LMTP) es un protocolo que los MDA con reconocimiento de red implementan con frecuencia.[cita requerida]

#### Invocación
El agente de entrega de correo generalmente no se inicia desde la línea de comandos, pero generalmente lo invocan los subsistemas de entrega de correo, como un agente de transporte de correo o un agente de recuperación de correo.

#### Lista de MDA software para plataformas tipo Unix
- Cyrus IMAP: una suite de servidor de correo que incluye un agente de entrega de correo
- dovecot: una suite de servidor de correo que incluye un agente de entrega de correo
- fetchmail : principalmente un agente de recuperación de correo (MRA)
- getmail: alternativa de fetchmail más simple, más segura y moderna
- fdm: reemplazo moderno para fetchmail y procmail del autor de tmux
- maildrop o courier-maildrop: reemplazo tradicional de procmail, parte de Courier Mail Server, pero también se puede usar con otros servidores de correo
- procmail: obsoleto porque no se mantiene; viejo, pero todavía usado
- bin/mail, la parte MDA de Sendmail: Sendmail es uno de los paquetes de correo electrónico más antiguos
- Sieve mail filtering language: un lenguaje de filtrado de correo estandarizado; también, un reemplazo moderno para procmail del paquete GNU Mailutils